# زراعة السمسم في السودان

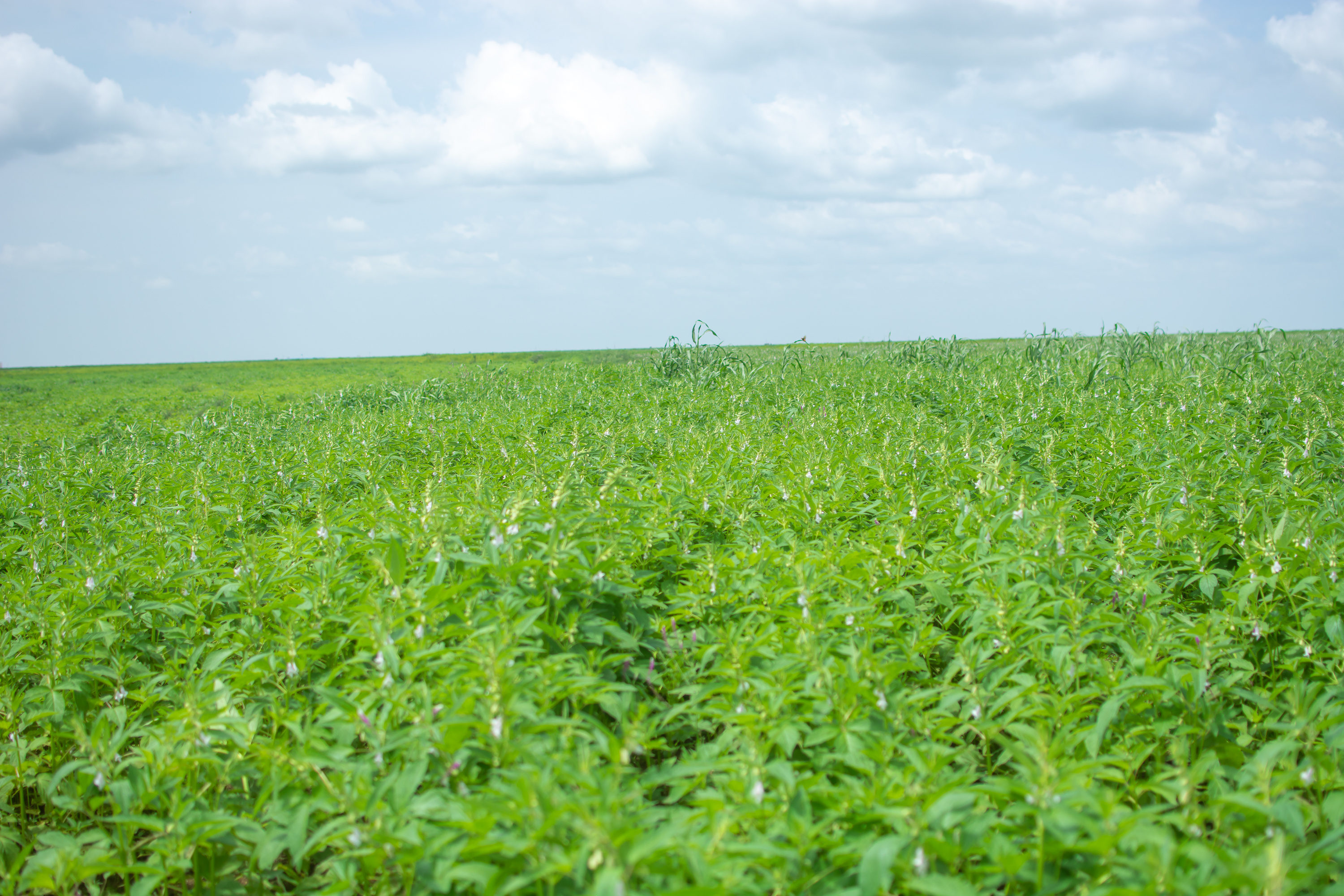
محصول السمسم خريف2024/ النيل الأبيض

نبات عشبي حولي يعرف باسم سمسم أو جلجلان ويعتبر محصول السمسم من محاصيل الحبوب الزيتية الهامة بالإضافة إلى دورة في غذاء الانسان كبذور وكزيت فانه اساس لصناعات غذائية كثيرة يدخل في تصنيعها مثل صناعة الحلويات المختلفة ويستعمل الامباز كغذاء للحيوان.

## موطن السمسم

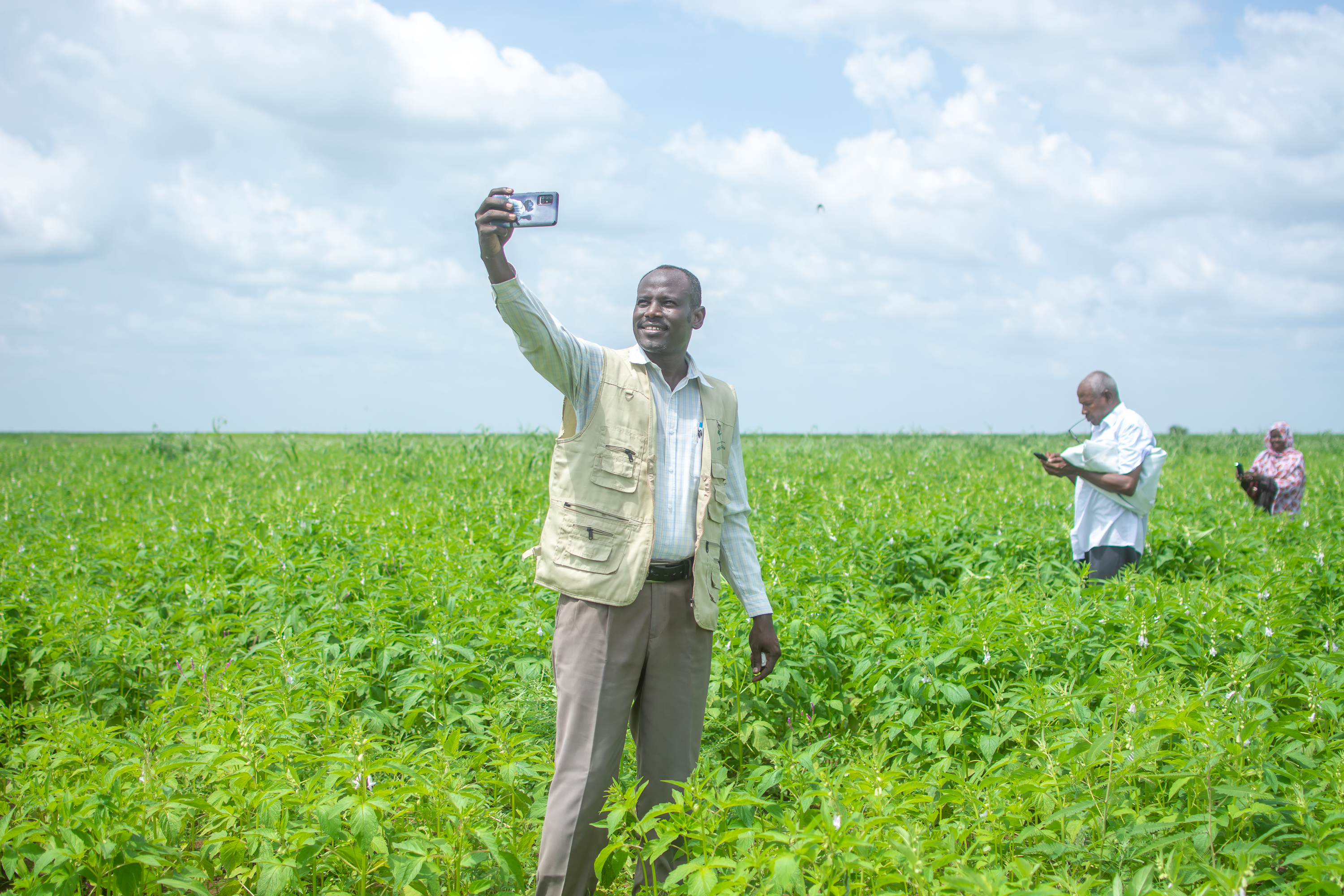
مهندس زراعي يتفقد محصول السمسم / منطقة عسلاية في السودان خريف 2024

يعتبر السمسم من محاصيل المناطق الحارة  الا ان زراعته تمتد حتى المناطق المعتدلة في اسيا وافريقيا وامريكيا بمساحة 

## مناطق زراعة السمسم في السودان
- ولاية الجزيرة
- ولاية القضارف
- النيل الازرق
- بعض الولايات الغربية .

## المساحات التي يزرع فيها السمسم
يمتلك السودان 200 مليون فدان صالحة لزراعة السمسم وهو ما يعادل 45% من المساحات الصالحة للزراعة في الوطن العربي مما يجعل السودان سلة غذاء العالم.

## زيت السمسم
ويستخرج زيت السمسم بطريقة الضغط أو العصر البارد، ولا يحتاج إلى تصنيع إضافي   ويعتمد لون الزيت الناتج على لون حبة السمسم المعصورة، وعلى درجة تحميصه أو عدمه.
حتوي الزيت على نسبة عالية من الأحماض الدهنية والمركبات الفلافونية المضادة للأكسدة مما يساهم في احتفاظ الزيت بخواصه الطبيعية لفترة طويلة بدون أكسدة .فقد اكتشف احتواه على تركيبة بروتينات عالية وفريدة تجعله تقريباً الطعام الكامل كما  يحتوي على الكالسيوم والبوتاسيوم، والفوسفات والحديد وخلوه من الكولسترول.